# Claoxylon pubescens
Claoxylon pubescens là một loài thực vật có hoa trong họ Đại kích. Loài này được Quisumb. mô tả khoa học đầu tiên năm 1944.